# Bouvignies (Belgique)
Pour les articles homonymes, voir Bouvignies.

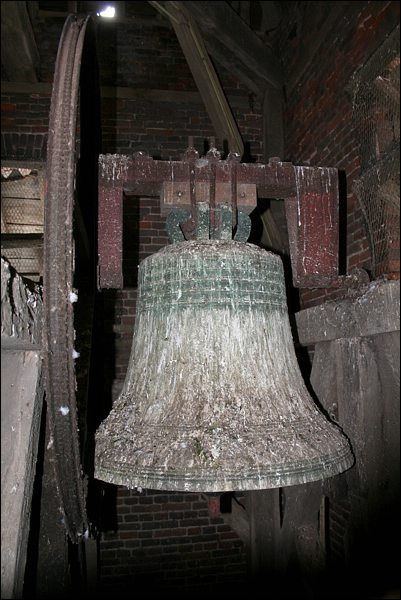
cloche de l'église.

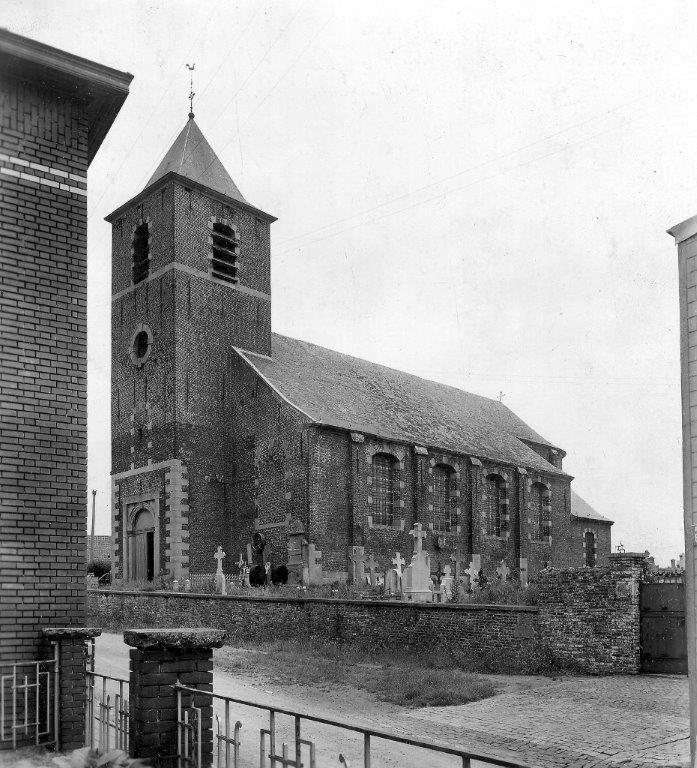
église de Bouvignies avec le vieux cimetière.

Bouvignies (en picard Bouv'gnies) est une ancienne commune de Belgique située en Wallonie picarde dans la province de Hainaut. C'est, depuis la fusion des communes de 1977, une section de la ville d'Ath.

## Évolution démographique
- Sources : INS, Rem. : 1831 jusqu'en 1970 = recensements, 1976 = nombre d'habitants au 31 décembre.

## Histoire
Le village prend son nom au XIIe siècle. Les abbayes de Liessies (Avesnois) et de Saint-Martin de Tournai y possèdent de nombreuses terres. Par exemple, l'autel de l'église est la propriété de l'abbaye Saint-Martin. Cette église date du dernier tiers du XVIIIe siècle et est construite de pierre bleue et de brique.
L'activité principale du village a toujours été l'agriculture. Au XIXe siècle, on y fabriquait de la toile. Cette activité qui durait depuis des siècles a disparu.
À partir de 1949, le village devient le lieu d'une expérience de mise au point de la rentabilité du lait, des variétés de grandes cultures, de techniques culturales adaptées au milieu et de diffusion des progrès dégagés. Cette expérience se déroule sous le contrôle de l’École provinciale d'agriculture d'Ath.

## Culture et patrimoine

### Patrimoine architectural

#### Édifices
- Église de la Sainte-Vierge

Édifice classique en brique et pierre du dernier tiers du XVIIIe siècle. Modèle probable de l'église voisine de Rebaix. Tour occidentale à demi engagée. Trois nefs de quatre travées sous bâtières. Après le concile Vatican II Les autels et le maitre autel du Chœur ; le tabernacle, les stalles, les tableaux, la chaire à prêcher, le chemin de croix et le banc de communion ont été retirés de l'église pour une destination inconnue. Dalles funéraires des XVIe, XVIIe, XVIIe, dont plusieurs proviennent du monastère Athois de Nazareth toujours en place. La cloche fondue par Haberts et Drouot (Haute-Marne) en 1820 ; sur cette cloche on peut lire :  Modeste Caudrelier curé de Bouvignies. Marie Julienne Lemaire veuve de M. Francqué. Sous l'impulsion de la fabrique d'église cette cloche sonne l’angélus depuis 2012.
Connectée à l'antenne de Francfort la cloche annonce l'heure et la demi-heure avec grande exactitude.
- Moulin de la blanche,

- Château Franqué,

- Ferme Deneubourg,

- Chapelle Notre-Dame-de-Bohême.

### Culture

#### Géants de Bouvignies
Le premier des géants de Bouvignies fut créé en 2005 par la famille De Saint Moulin. Ce géant fut appelé Bigoudi en souvenir d'un ancien pompier ayant habité le village. Bigoudi arrêta de sortir en 2009.
En 2006 s'ajouta « Eul Toine » (Antoine en patois local) créé par la famille Godfrin. Il représente une personnalité bien connue du village Antoine Dobigie bon vivant, joueur de balle pelote, joueur de billard, maçon de métier, etc. C'est en maçon qu'il fut représenté. Sa première sortie s'effectua à la ducasse du village de la même année.
Georges et Georgette sont des personnages fictifs, créés en 2007 et 2009 par Charly Godfrin.
Georges représente un fermier muni d'une fourche et est le père de Georgette ; Georgette la fille de Georges, elle représente une petite fille allant vendre du lait au marché d'Ath.
Le 27 mai 2017, des jeunes athois ont eu le privilège de faire baptiser leur géant Benjamin Deneubourg. Ce personnage représente le premier vétérinaire diplômé de la ville d'Ath. Il a également résidé dans le village de Bouvignies, il vivait dans une grande ferme.
Les porteurs du géant Benjamin Deneubourg de Bouvignies, organise chaque 2eme week-end du mois d'aout leur foot aquatique annuel !

### Autres activités festives
- Fantasia, orchestre de rues[2].